# Burni Upes Api
Burni Upes Api är ett berg i Indonesien.   Det ligger i provinsen Aceh, i den västra delen av landet, 1 600 km nordväst om huvudstaden Jakarta. Toppen på Burni Upes Api är 1 450 meter över havet.
Terrängen runt Burni Upes Api är bergig åt sydost, men åt nordväst är den kuperad. Runt Burni Upes Api är det mycket glesbefolkat, med 3 invånare per kvadratkilometer. I omgivningarna runt Burni Upes Api växer i huvudsak städsegrön lövskog.